# تپه تر شمالی
تپه تر شمالی مربوط به پیش از اسلام است و در شهرستان اراک، بخش مرکزی، دهستان مشک آباد، روستای امرآباد واقع شده و این اثر در تاریخ ۲۸ اسفند ۱۳۸۵ با شمارهٔ ثبت ۱۹۰۲۷ به‌عنوان یکی از آثار ملی ایران به ثبت رسیده است.